# Ernst von Salomon
Ernst von Salomon (Kiel, 25 settembre 1902 – Winsen, 9 agosto 1972) è stato uno scrittore e militare tedesco, membro dei Freikorps.

## Biografia
Nato in una famiglia cosmopolita (il padre, investigatore di polizia ma appartenente ad un'antica famiglia nobile tedesca è nativo di Liverpool, la madre di Pietroburgo) a Kiel nel 1902, viene battezzato secondo il rito della Chiesa cattolica. All'età di sei anni viene iscritto alla Musterschule di Francoforte sul Meno, tre anni dopo entra nel liceo Lessing della medesima  città. I risultati scolastici non soddisfacenti spingono i genitori ad indirizzarlo alla carriera militare: a dieci anni viene mandato alla Scuola preparatoria dei cadetti di Karlsruhe, in seguito alla prestigiosa Königlich Preußische Hauptkadettenanstalt di Berlino-Lichterfelde.
La formazione ivi ricevuta influenzerà profondamente le sue convinzioni sullo Stato e sul suo ruolo nella società moderna "di massa". A partire dal dicembre del 1918 si unì ai "Cacciatori" di Georg Ludwig Rudolf Maercker, una forza militare fedele al nuovo governo Ebert, partecipando prima alla repressione dei moti operai di ispirazione spartachista a Berlino, in seguito alla difesa dell'Assemblea Nazionale Costituente di Weimar. A partire dal 1919 von Salomon entra a far parte del Corpo Franco del capitano Liebermann (Freiwilligen Battaillon von Liebermann), operante contro l'Armata Rossa nelle regioni baltiche su richiesta del primo ministro lettone Ulmanis. Il conflitto baltico vedrà successivamente le forze militari tedesche volgersi contro i lettoni, i quali con l'appoggio inglese costringeranno i Freikorps alla ritirata.
Von Salomon continua tuttavia la sua esperienza militare, andando con la Brigata Wolf in Alta Slesia per riportare la regione, da sottoporsi a plebiscito secondo i trattati di pace, ma nel frattempo occupata dalla Polonia, sotto il controllo tedesco. L'esperienza dell'epopea dei Freikorps è narrata da von Salomon nel romanzo I proscritti. Fu condannato a 5 anni di carcere nel 1922 per aver preso parte all'assassinio del ministro degli esteri della Repubblica di Weimar Walther Rathenau. Nel 1927 ricevette un'altra condanna per un caso di tentato omicidio: scontò solo pochi mesi di carcere in quanto non uccise la vittima, pur gravemente ferita. Dopo il 1933 non aderì al nazionalsocialismo, cominciando a guadagnarsi da vivere scrivendo sceneggiature. La moglie, Ille Gotthelft, era ebrea ma le fu garantita protezione grazie all'impegno del marito.
Nella sua autobiografia racconta di come, arrestati al finire del conflitto come prigionieri di guerra, entrambi furono maltrattati dai soldati americani, accusati di essere "porci nazisti". Nell'immediato dopoguerra le autorità britanniche d'occupazione vietarono la diffusione del film Carl Peters, di cui von Salomon aveva redatto la sceneggiatura, con il pretesto che fosse una produzione di propaganda anti-inglese. Nel 1951 pubblicò il libro Der Fragebogen (Il questionario, inesplicabilmente tradotto in italiano con il titolo Io resto Prussiano) nel quale dà risposte ironiche a 131 domande relative alla sua attività durante il periodo nazista. Il libro è salito agli onori delle cronache per una recensione tenuta in pubblico alla stazione di Colonia, organizzata dal libraio Gerhard Ludwig.
Ernst von Salomon morì nel 1972 a Stoeckte, vicino a Winsen.

## Opere
- I proscritti (Die Geächteten, 1930), traduzione di Maria Martone Napolitano, Torino, Einaudi, 1943. - Mondadori, Milano, 1959; a cura di Marco Revelli, Baldini & Castoldi, Milano, 2001.
- Die Stadt, Ernst Rowohlt, Berlin 1932.
- Die Kadetten, Rowohlt, Berlin 1933.
- Freikorps. Lo spirito dei Corpi Franchi (Nahe Geschichte, 1936), Milano, Ritter, 2010, ISBN 978-88-891-0732-4.
- Das Buch vom deutschen Freikorpskämpfer, Limpert, Berlin 1938.
- Boche in Frankreich, Rowohlt, Hamburg 1950.
- Io resto prussiano (Der Fragebogen, 1951), traduzione di Pietro Gerbore, Collezione Il Cammeo, Milano, Longanesi, 1954. - Facchini, Ravenna, s.d.; col titolo orig. Il questionario, Collana Il battello ebbro, Milano, Settecolori, 2021, ISBN 978-88-96986-36-3.
- Un destino tedesco (Das Schicksal des A.D. – ein Mann im Schatten der Geschichte. Ein Bericht, 1959-1960), Introduzione di Giovanni Allegra, Roma, Il Borghese, 1972. - Prefazione di Maurizio Cabona, Ciarrapico Editore, Roma, 1984-1994; Introduzione di Gennaro Malgieri, Oaks Editrice, 2016, ISBN 978-88-680-1151-2.
- Die schöne Wilhelmine. Ein Roman aus Preussens galanter Zeit Rowohlt, Reinbek 1965.
- Glück in Frankreich, Rowohlt, Reinbek, 1966.
- Deutschland. Städte und Landschaften, aus dem Flugzeug gesehen, Buch und Zeit Verlagsgesellschaft, Köln 1967.
- Deutschland deine Schleswig-Holsteiner, Rowohlt, Reinbek 1971.
- Die Kette der tausend Kraniche, Rowohlt, Reinbek 1972.
- Der tote Preuße. Roman einer Staatsidee. Mit einem Vorwort von Hans Lipinsky-Gottersdorf, Langen-Müller, München 1973.